# Евтихий (Курочкин)
Епи́скоп Евти́хий (в миру Ива́н Тимофе́евич Ку́рочкин; 6 марта 1955, Ишим, Тюменская область — 28 ноября 2022, Шаблыкино, Тюменская область) — архиерей Русской православной церкви на покое, бывший епископ Домодедовский (2007—2012), викарий патриарха Московского и всея Руси.

## Биография
Родился в 1955 году в Ишиме. Крещён в Никольской церкви Ишима. Окончил десять классов общеобразовательной школы, служил в армии, работал на государственном предприятии.
В 1976 году уехал в Омск, где поступил истопником в кафедральный Крестовоздвиженский собор. На праздник Успения Божией Матери в 1977 году епископ Омский Максим (Кроха) поставил его иподиаконом.
Дед Ивана монах Прохор (в схиме Павел) и его духовный отец митрополит Тетрицкаройский Зиновий (Мажуга) повлияли на выбор дальнейшего жизненного пути. Иван, мечтавший стать художником, сделал своим выбором служение Церкви.
В 1978 году он поступил в Московскую духовную семинарию. Окончив семинарию, 24 июля 1982 года принял монашеский постриг. 25 июля архиепископом Максимом (Крохой) хиротонисан во иеродиакона к Никольской соборной церкви города Ишима. 26 октября 1982 года состоялась его хиротония во иеромонаха.
В 1987 году по представлению нового архиерея на Омско-Тюменской кафедре, архиепископа Феодосия (Процюка), иеромонах Евтихий был возведён в достоинство игумена и назначен духовником епархии. Вскоре, однако, из-за жалоб в Священный синод Русской православной церкви (РПЦ) на нарушения, допускавшиеся в епархии, его отстранили от должности духовника и назначили на вновь открывшийся приход в селе Шаблыкино близ Ишима.
Осенью 1989 года в составе группы сибирского духовенства обратился в Архиерейский синод Русской зарубежной церкви (РПЦЗ) с просьбой о принятии.
16 мая 1990 года Архиерейский собор Русской зарубежной церкви принял решение об открытии приходов и епархий на канонической территории Московского патриархата. В том же году игумен Евтихий (Курочкин), клирик Омско-Тюменской епархии, обратился к архиепископу Омскому и Тюменскому Феодосию (Процюку) с заявлением о переходе в юрисдикцию Русской зарубежной церкви. Вместе с ним в РПЦЗ перешли его брат протоиерей Михаил Курочкин и диакон Сергий Бурдин. 13 июля 1990 года игумен Евтихий был запрещён в священнослужении епископом Тобольским и Тюменским РПЦ Антонием (Черемисовым).
В апреле 1992 году ишимские городские власти передали организованной игуменом Евтихием общине здание Богоявленского собора, долгое время использовавшееся в качестве городской водокачки.
В январе 1994 года возведён в достоинство архимандрита РПЦЗ.

### Архиерейство
4 июля 1994 года на заседании Архиерейского собора РПЦЗ епископ Черноморский и Кубанский Вениамин (Русаленко) предложил кандидатуру архимандрита Евтихия (Курочкина) для хиротонии в викарного епископа. 9 июля архимандрит Евтихий решением Архиерейского собора был избран епископом Ишимским. 24 июля хиротонисан в Нью-Йорке во епископа Ишимского и Сибирского митрополитом Виталием и сослужащими архиереями Русской зарубежной церкви.
30 ноября 1994 года определением Архиерейского собора РПЦЗ территория бывшего СССР была разделена на шесть епархий: Московскую, Санкт-Петербургскую и Северо-русскую, Суздальскую и Владимирскую, Одесскую и Тамбовскую, Черноморскую и Кубанскую, Ишимскую и Сибирскую (ранее каждый епископ РПЦЗ мог принимать под свой омофор приходы на территории всего бывшего СССР). Так как Московская и Санкт-Петербургская епархии не имели правящих архиереев, епископ Евтихий был назначен временным управляющим ими.
Был депутатом районного совета в Ишиме. В конце 1990-х годов выступал против примирения с Московской патриархией, но позже, в 2002 году, поддержал решения Архиерейского синода РПЦЗ, которые были направлены на расширение диалога с Московским патриархатом.
17 декабря 2003 года включён в состав новообразованной комиссии РПЦЗ по диалогу с Русской православной церковью в качестве консультанта по вопросам приходов Русской зарубежной церкви, находящихся на территории России. Выступил как сторонник восстановления полного общения Русской зарубежной церкви с Московским патриархатом.
16 июня 2004 года в Тобольске состоялась встреча епископа Евтихия с главой Тобольской и Тюменской епархии Русской православной церкви архиепископом Димитрием (Капалиным), организованная вице-губернатором Тюменской области Сергеем Сметанюком. Сергей Сметанюк, архиепископ Димитрий и епископ Евтихий посетили Абалакский монастырь и провели встречу с прихожанами. В завершение владыка Димитрий пригласил своих гостей на молебен в Софийско-Успенский собор.
7—14 мая 2006 года был участником IV Всезарубежного собора, где выступил за восстановление канонического единства Русской церкви. На прошедшем после него с 15 по 19 мая Архиерейском соборе РПЦЗ епископу Ишимскому и Сибирскому Евтихию в связи с освобождением от служения в России епископа Михаила (Донскова) было поручено управление всеми приходами Русской зарубежной церкви на территории России; общинами на Украине, в Белоруссии и Молдавии управлял епископ Агафангел (Пашковский).
В письме от 3 октября 2006 года, направленном в адрес патриарха Алексия II по поводу восстановления в священном сане Владимира Карелина, епископ Евтихий выразил искреннее раскаяние в действиях, приведших к созданию «вредоносного раскола». 26 ноября 2006 года епископ Евтихий обратился к патриарху Алексию II с прошением о снятии наложенного на него прещения и принятии в каноническое подчинение Московского патриархата. 22 декабря архиепископ Антоний (Черемисов), запретивший в священнослужении игумена Евтихия (Курочкина), освободил его от наложенного в 1990 году прещения. 26 декабря Священный синод Русской православной церкви признал Евтихия (Курочкина) в сане епископа, а по вопросу о его дальнейшем служении решил «иметь суждение после вступления в силу Акта о каноническом общении, которым будет восстановлено каноническое единство Московского патриархата и Русской зарубежной церкви».
Решением Священного синода РПЦ от 16 мая 2007 года назначен епископом Домодедовским, викарием Московской епархии, с поручением ему временного архипастырского окормления бывших приходов Русской зарубежной церкви в России в течение пяти лет (до 17 мая 2012 года), согласно приложению к Акту о каноническом общении. В приложении к Акту, подписанном Святейшим Патриархом 17 мая 2007 года, указано: «Действуя в духе церковной икономии, Священный Синод Русской Православной Церкви и Архиерейский Синод Русской Зарубежной Церкви предусматривают пятилетний переходный период для полного урегулирования положения бывших приходов Русской Зарубежной Церкви на канонической территории Московского Патриархата посредством их вхождения в юрисдикцию местных правящих архиереев. До завершения этого срока таким приходам, не находящимся на территории Самоуправляемых Церквей, предоставляется возможность находиться под окормлением викария Патриарха Московского и всея Руси, которому, с благословения Патриарха, предоставляется также возможность принимать участие в работе Архиерейского Собора и Архиерейского Синода Русской Зарубежной Церкви по приглашению её Первоиерарха».
Отмечал, что после объединения РПЦЗ с Московским патриархатом храмы в Ишиме «поменялись паствой: люди стали ходить в тот храм, в которой им удобнее по месту жительства. У нас храм большой, поэтому паства увеличилась. Пришлось в чём-то менять порядок приходской жизни, но никто не пенял новым прихожанам, утверждая, что они „пришли со своими привычками“. Для меня восстановление единства Церкви — это то, что должно было произойти. Разделение было противоестественным. Если разложить по полочкам, в разъединении — корень антихристианства. И потому я считаю самым удивительным в моей жизни, что я какой-то малой частью поспособствовал тому, что исполнилась заповедь Христа, заповедь единства Церкви на земле».
С 17 октября по 17 ноября 2008 года участвовал в Днях России в странах Латинской Америки в семи государствах и десяти городах Латинской Америки.
6 марта 2010 года патриарх Кирилл наградил епископа Евтихия (Курочкина) в связи с его 55-летием орденом преподобного Сергия Радонежского II степени, отметив его особую роль в деле воссоединения РПЦЗ с Московским патриархатом.
7 июня 2012 года по состоянию здоровья был почислен на покой согласно поданному прошению. Богоявленскому собору города Ишима, где служил епископ Евтихий, был дан статус Патриаршего подворья, епископ Евтихий был оставлен в нём настоятелем.
Умер 28 ноября 2022 года в своей келье в городе Ишиме. 30 ноября 2022 года в Богоявленском соборе города Ишима Тюменской области епископ Ишимский и Аромашевский Тихон возглавил отпевание епископа Евтихия. Ему сослужило духовенство Ишимской епархии, Патриаршего подворья в Ишиме, Омской и Курганской митрополий, а также Казахстанского митрополичьего округа. В храме молились многочисленные духовные чада новопреставленного епископа Евтихия. Епископ Евтихий был погребен за алтарем Богоявленского собора.

## Публикации
статьи и проповеди
- «…Так обнаружится свет ваш пред людьми: если увидят ваши добрыя дела» // Православная Русь. — 1993. — № 24 (1501).
- Православный русский календарь на 1994 год / [редактор и художник о. Евтихий (Курочкин)]. — Репр. изд. — Москва : Град Китеж, [1994]. — 174 с. — ISBN 5-86169-005-7. — 20000 экз.
- Речь архимандрита Евтихия при наречении его во Епископа Ишимского и Сибирского // Православная Русь. — Jordanville: Holy Trinity Monastery, 1994. — № 17 (1518) от 1/14 сентября 1994. — С. 5—6.
- В темнице был и посетили меня… // Православная Русь. — Jordanville: Holy Trinity Monastery, 1994. — № 17 (1518) от 1/14 сентября 1994. — С. 8—9.
- Рождественское послание Епископа Евтихия Сибирского и Ишимского // Православная Русь. — 1995. — № 1 (1526).
- Умер праведник, оставив раскаяние… // Православная Русь. — 1995. — № 11 (1536).
- Восхождение к Церкви // Православная Русь. — 1995. — № 16 (1541).
- Поездка в Грецию // Православная Русь. — 1995. — № 24	(1549)
- Научиться покаянию // Православная Русь. — 1997. — № 16 (1589)
- Оповещение о событиях в Когалыме // Православная Русь. — 1998. — № 10	(1607)
- 50-летний юбилей Свято-Троицкой семинарии. Архипастырские напутствия семинарии. Дай Бог вам быть светом миру // Православная Русь. — 1998. — № 15 (1612)
- Заявление по поводу ракетно-бомбового нападения войск НАТО на Югославию // Православная Русь. — 1999. — № 7 (1628)
- Рождественское послание епископа Евтихия Ишимскаго и Сибирскаго // Православная Русь. — 2000. — № 1 (1646)
- О необходимости избавляться от саможаления, обидчивости и завистливости // Православная Русь. — 2000. — № 3 (1648)
- Письмо русского Епископа из России // Православная Русь. — Jordanville: Holy Trinity Monastery, 2000. — № 5 (1650) от 1/14 марта 2000. — С. 4—5.
- Радость Пасхи можно сохранить только в Церкви // Православная Русь. — 2000. — № 8 (1653)
- Новоявленное чудо о кресте // Православная Русь. — 2000. — № 19 (1664)
- Заметки о состоявшемся в августе 2000 года Архиерейском Соборе МП. Доклад Архиерейскому Собору РПЦЗ // Православная Русь. — 2000. — № 20 (1665)
- Рождественское послание епископа Евтихия Ишимского и Сибирского // Православная Русь. — 2000. — № 24 (1669)
- Обращение Епископа Евтихия Ишимского и Сибирского. По поводу послания Архиерейского Собора Русской Зарубежной Церкви // Православная Русь. — Jordanville: Holy Trinity Monastery, 2001. — № 4 (1673) от 14/28 февраля 2001. — С. 2—5.
- На стезе церковного служения // Коркина слобода: краеведческий альманах. — Ишим, 2006. — Вып. 8. — С. 70—96.
- Выступление // Деяния IV Всезарубежного Собора Русской Православной Церкви Заграницей. — М.: Издательство Московской Патриархии Русской Православной Церкви, 2012. — С. 209—212.

интервью
- «Сделайте ради нас, грешных, доброе дело…». Интервью с игуменом Евтихием (Курочкиным) // Православная Русь. 1991. — № 10 (1439)
- Епископ Ишимский и Сибирский Евтихий (Курочкин) (РПЦЗ(Л)): «Процесс объединения неумолимо скатился в плоскость компромиссов, что неизбежно угрожает расколом в Зарубежной Церкви» // portal-credo.ru, 2006
- Русская весна Латинской Америки // Коркина Слобода. — Ишим, 2008. — Вып. 10. — С. 190—194.
- Единение должно быть во Христе // Сибирская православная газета. — 2010. — № 10.
- Ребров Д. Старые незнакомцы: российские приходы зарубежной Церкви. nsad.ru. Нескучный сад (18 мая 2012).